# Prothemus watanabei
Prothemus watanabei là một loài bọ cánh cứng trong họ Cantharidae. Loài này được Okushima & Sato miêu tả khoa học năm 2002.